# Леман (гміна Турошль)
Леман (пол. Leman) — село в Польщі, у гміні Турошль Кольненського повіту Підляського воєводства.
Населення — 402 особи (2011).

## Демографія
Демографічна структура станом на 31 березня 2011 року:
|          | Загалом | Допрацездатний вік | Працездатний вік | Постпрацездатний вік |
| -------- | ------- | ------------------ | ---------------- | -------------------- |
| Чоловіки | 216     | 54                 | 130              | 32                   |
| Жінки    | 186     | 44                 | 98               | 44                   |
| Разом    | 402     | 98                 | 228              | 76                   |